# Chuck Wilson
Charles Dee „Chuck“ Wilson (* 31. Juli 1948 in Wichita Falls; † 16. Oktober 2018) war ein amerikanischer Jazzmusiker (Altsaxophon, auch andere Holzblasinstrumente).

## Wirken
Wilson begann bereits mit elf Jahren, Saxophon zu spielen; er leitete bereits als Schüler ein eigenes Trio. Er studierte in der North Texas State University. Seitdem spielte er in verschiedenen Big Bands, zunächst bei Jerry Gray und (zwischen 1977 und 1980) bei Buddy Rich. Während der 1980er Jahre arbeitete er in New York als Studiomusiker, gehörte aber auch zu den Ensembles von Tito Puente (1980–81), Gerry Mulligan (1981 bis 1989), Frankie Valli & The Four Seasons (1982–1992), Bob Wilber (1983), Loren Schoenberg (1984),  Benny Goodman (1985–86), Buck Clayton (1986–90), und Walt Levinsky. Zudem war er Mitglied des Quintetts von Howard Alden und Dan Barrett. Seit 1996 leitete er seine eigene Band, Chuck Wilson and Friends, in der Murray Wall, Alden und Joel Helleny tätig waren. 2010 erschien sein Debütalbum Echos of Spring.
Seit 1991 war er weiterhin bei zahlreichen Aufführungen auf dem Broadway als Musiker tätig. Ferner trat er mit The Young Generation of Swing in Deutschland auf. Zwischen 1968 und 2009 war er an 104 Plattenaufnahmen im Bereich des Jazz beteiligt.